# Dynamine salpensa
Dynamine salpensa är en fjärilsart som beskrevs av Felder 1862. Dynamine salpensa ingår i släktet Dynamine och familjen praktfjärilar. Inga underarter finns listade i Catalogue of Life.